# تئاتر نامرئی
تئاتر نامرئی (انگلیسی: Invisible theater) نوعی نمایش است که در مکان‌های غیرمنتظره مثل خیابان یا فروشگاه اجرا می‌شود. بازیگران طوری وانمود می‌کنند که انگار در حال اجرای تئاتر نیستند و مردم عادی هم متوجه این موضوع نمی‌شوند و ممکن است در نمایش شرکت کنند.
این نوع تئاتر در دهه ۱۹۶۰ توسط آگوستو بوال، یک متخصص تئاتر برزیلی، و پاناگیوتیس آسمیاکوپولوس در آرژانتین ابداع شد. در آن زمان، دیکتاتوری در برزیل و آرژانتین شدت گرفته بود و هدف از این تئاتر، نشان دادن ظلم و ستم در زندگی روزمره و محیط‌های عادی، بدون اینکه مردم متوجه شوند در حال تماشای تئاتر هستند، بود (تئاتر ستم‌دیدگان). بوال بعدها تئاتر دیگری به نام تئاتر انجمن را نیز ابداع کرد.

## تئاتر نامرئی در آرژانتین
تئاتر نامرئی در بوئنوس آیرس به عنوان یک فعالیت عمومی و مشارکتی که از برخورد با پلیس جلوگیری می‌کرد، شکل گرفت. آگوستو بوال، تئاتری اهل برزیل، از سال ۱۹۷۱ تا ۱۹۷۶ در آرژانتین تبعید بود و اولین تجربه تئاتر نامرئی خود را با همکاری گروهی از بازیگران در آنجا اجرا کرد.
این نمایش در یک رستوران شلوغ در هنگام ناهار اجرا شد، به این صورت که بازیگران روی میزهای مختلف می‌نشستند. یکی از بازیگران، غذای خود را به صورت جداگانه سفارش داد، اما در پایان ناهار به پیشخدمت گفت که نمی‌تواند ۷۰ سول (واحد پول آرژانتین) بپردازد. او پیشنهاد کرد که به جای پول، با کار کردن هزینه غذا را بدهد و از پیشخدمت پرسید که برای بیرون بردن زباله‌ها چقدر دستمزد می‌گیرد. در همین حین، بازیگران دیگری که در میزهای دیگر نشسته بودند، به مشتریان می‌گفتند که یک رفتگر ساعتی ۷ سول و یک باغبان ساعتی ۱۰ سول دستمزد می‌گیرند. در نهایت، یکی دیگر از بازیگران شروع به جمع‌آوری پول از مشتریان کرد تا صورت‌حساب بازیگر اول را پرداخت کند.
بوال تئاتر را به مخاطبانی برد که تشخیص نمی‌دادند مخاطب هستند. او استدلال می‌کرد که بسیار مهم است که بازیگرانی که در تئاتر نامرئی شرکت می‌کنند، فاش نکنند که بازیگر هستند. تئاتر نامرئی در مرحله اولیه خود با هدف افزایش آگاهی عمومی از تفاوت‌های طبقاتی و ایجاد بستری برای بیان مخالفت بود.

## تئاتر نامرئی در اروپا
در اواخر دهه ۱۹۷۰ و اوایل دهه ۱۹۸۰، بوال نمایش‌های تئاتری نامرئی را در سیسیل، استکهلم، پاریس و سایر شهرهای اروپایی، در مکان‌های عمومی مانند متروی پاریس و کشتی‌های استکهلم به نمایش گذاشت. این نمایش‌ها به موضوعاتی مانند نژادپرستی، سن‌گرایی، جنسیت‌گرایی و بی‌خانمانی می‌پرداختند.

## تئاتر نامرئی در برزیل
زمانی که بوال در سال ۱۹۸۶ به برزیل بازگشت، یک برنامه تئاتر نامرئی هفتگی برای یک ایستگاه تلویزیونی در ریو تولید کرد. در یکی از قسمت‌ها، یک مرد سیاه‌پوست خود را به عنوان برده در بازار فروخت و به جمعیت اطلاع داد که درآمد او کمتر از یک برده در قرن نوزدهم است.

## مقایسه با نمایش‌های پیشامدی
از نظر تاریخی، تئاتر نامرئی پس از اجرای نمایش‌های پیشامدی توسط اسکار موساتا در آرژانتین توسعه یافت. موساتا در اواخر دهه ۱۹۶۰ پس از حضور در چنین اجراهایی در نیویورک در سال ۱۹۶۶، نمایش های پیشامدی را روی صحنه برد. در حالی که از نمایش‌های پیشامدی نیز برای افزایش آگاهی در مورد یک موضوع استفاده می‌شود، در خارج از یک تئاتر یا نگارخانه اتفاق می‌افتد، و دارای فیلمنامه است، اما مخاطب می‌داند که در حال حضور در یک نمایش پیشامدی است. بوال در کتاب "شگردهای تئاتر مردمی آمریکای لاتین" بیان می‌کند که تئاتر نامرئی و نمایش‌های پیشامدی با هم متفاوت هستند. او می‌گوید: «تئاتر نامرئی را نباید با نمایش پیشامدی اشتباه گرفت که یک رویداد تئاتری غیرمعمول و آشفته است که در آن هر چیزی می‌تواند به‌شکل هرج و مرج رخ دهد.»